# 유소사
유소사(柳召史, 1761년 ~ 1839년 11월 23일)는 조선의 천주교 박해 때에 순교한 한국 천주교의 103위 성인 중에 한 사람이다. 세례명은 체칠리아(Caecilia)이다.

## 생애
유소사는 1801년 신유박해 때에 순교한 정약종 아우구스티노의 후처이며, 정하상 바오로와 정정혜 엘리사벳의 어머니이다. 그녀는 남편의 권유로 천주교 신자가 되었고, 박해 동안에 엄청난 신앙과 용기를 보여주었다. 그녀의 남편이 체포되자, 그녀 또한 세 자녀와 함께 체포되었다. 얼마 지나 그녀는 세 자녀와 함께 석방되었지만, 남편과 마찬가지로 전처의 아들 정철상 가롤로도 순교한 뒤였으며, 그녀의 가산은 모두 몰수되고 없었다. 그녀는 경기도 광주의 마재(마현) 마을에 있는 시동생 정약용의 집에 가서 살았지만, 시아주머니는 그들에게 냉랭하였으므로, 그들은 갖은 고생을 다하였다.
얼마 못가 큰 딸과 정철상의 아내와 아들도 세상을 떠나고 유소사의 가족들 중 그녀와 자녀 정하상과 정정혜만 남았다. 하루는 그녀가 꿈에 순교한 남편이 나와서 자신에게 천국에 여덟 개의 방을 지었는데, 그 중 다섯 칸은 쓰여지고 있고 세 칸은 그녀와 남은 자식들이 쓸 방들로 비어 있다고 말하는 꿈을 꾸었다. 실제로, 당시 그녀의 여덟 명의 가족 중 다섯 명은 이미 순교한 뒤였다. 그 꿈은 유소사에게 커다란 용기를 주었다.
그녀의 아들 정하상은 외국인 선교사들의 조선 입국에 깊히 연관되어 있었고, 그녀는 그와 몇 해를 떨어져 지내왔다. 그 이별은 그녀에게 고통이었으므로, 정하상이 주교와 사제들의 조수가 되자, 그녀는 그들을 찾아가서 아들과 같이 살 수 있었다.
그녀는 늙어서 더 이상 일을 못하게 되자, 기도에 매진했다. 또한 그녀는 깊은 자애심으로 자신이 굶어 다른 사람을 먹이곤 하였다.
1839년 기해년에 박해가 발발하자, 유소사의 조카 중 한 명이 그녀를 위해 시골에 집을 한 채 마련해 그녀에게 박해를 피해 내려오라고 말했다. 그러나, 그녀는 그 집에 들어가기를 거절했고 아들 정하상과 함께 순교하기를 원한다고 말했다.
1839년 7월 19일에 유소사는 79세의 나이로 체포되었다. 그녀는 고령에도 불구하고, 천주교 신앙으로 인해 여러 명이 사형되거나 유배되어 죽은 그녀 가문의 명성 때문에 중범죄자 취급을 받았다. 그녀는 배교하고 교우들이 있는 곳을 대라는 포장의 요구를 끝까지 거절하였으므로, 다섯 차례의 심문 동안에, 230여대의 태형을 맞았다.
유소사는 참수로 순교자가 되기를 웠했지만, 당시 국법에 노인을 참수하는 것은 금지되어 있었다. 재판관들은 그녀를 때려 죽이려 했지만, 그녀는 용기와 인내로 모든 매질을 견뎌냈다. 그녀는 결국 감옥의 맨땅 위에서 예수와 마리아의 이름을 부르며 숨을 거두었다. 그때는 1839년 11월 23일, 그녀의 나이는 79세였다.

## 시복 · 시성
유소사 체칠리아는 1925년 7월 5일에 성 베드로 광장에서 교황 비오 11세가 집전한 79위 시복식을 통해 복자 품에 올랐고, 1984년 5월 6일에 서울특별시 여의도에서 한국 천주교 창립 200주년을 기념하여 방한한 교황 요한 바오로 2세가 집전한 미사 중에 이뤄진 103위 시성식을 통해 성인 품에 올랐다.

## 참고 문헌
- 마리아 사랑넷: 聖女 유소사 체칠리아(1760-1839)
- Catholic Bishop's Conference Of Korea. 103 Martryr Saints: 유소사 체칠리아 Caecilia Yu So-sa 보관됨 2015-11-17 - 웨이백 머신